# 시나노오마치역
시나노오마치역(일본어: 信濃大町駅)은 일본 나가노현 오마치시에 위치한 동일본 여객철도 오이토 선의 철도역이다. 역 번호는 23번이며, 단선 · 섬식의 형태를 합친 2면 3선 구조의 복합 승강장을 갖춘 지상역이다.

## 타는 곳
| 1 · 3 · 4 | ■ 오이토 선 | 하행 | 하쿠바 · 미나미오타리 · 이토이가와 방면 |
| 1 · 3 · 4 | ■ 오이토 선 | 상행 | 호타카 · 도요시나 · 마쓰모토 방면       |

## 이용 현황
| 승차 인원 추이 | 승차 인원 추이 |
| 연도           | 1일 평균       |
| -------------- | -------------- |
| 1997           | 1,984          |
| 1998           | 1,780          |
| 1999           | 1,676          |
| 2000           | 1,579          |
| 2001           | 1,510          |
| 2002           | 1,450          |
| 2003           | 1,376          |
| 2004           | 1,353          |
| 2005           | 1,331          |
| 2006           | 1,284          |
| 2007           | 1,303          |
| 2008           | 1,261          |
| 2009           | 1,232          |
| 2010           | 1,228          |
| 2011           | 1,241          |
| 2012           | 1,334          |
| 2013           | 1,373          |
| 2014           | 1,284          |
| 2015           | 1,332          |

## 역 주변
- 국도 제147호선
- 쇼와 전공 오마치 사업소

## 인접 역
| 동일본 여객철도 오이토 선       | 동일본 여객철도 오이토 선  | 동일본 여객철도 오이토 선                      |
| ------------------------------- | -------------------------- | ---------------------------------------------- |
| 25 시나노마쓰카와 마쓰모토 방면 | □ 쾌속 (마쓰모토 방면)     | 시·종착역                                      |
| 시·종착역                       | □ 쾌속 (미나미오타리 방면) | 시나노키자키 21 미나미오타리 · 이토이가와 방면 |
| 24 미나미오마치 마쓰모토 방면   | ■ 보통                     | 기타오마치 22 미나미오타리 · 이토이가와 방면   |